# Vidova
Ne doit pas être confondu avec Vidov, Vidovo ou Vidovec.
Vidova (en serbe cyrillique : Видова) est un village de Serbie situé sur le territoire de la Ville de Čačak, district de Moravica. Au recensement de 2011, il comptait 114 habitants.

## Démographie
| 1948 | 1953 | 1961 | 1971 | 1981 | 1991 | 2002 | 2011 |
| ---- | ---- | ---- | ---- | ---- | ---- | ---- | ---- |
| 280  | 284  | 271  | 249  | 217  | 190  | 156  | 114  |

|  |

## Personnalité
Vidova est le village natal du patriarche de l'Église orthodoxe serbe, Irénée de Niš.